# Zerkten
Zerkten  (in arabo زرقطن‎?) è un centro abitato e comune rurale del Marocco situato nella provincia di Al Haouz, regione di Marrakech-Safi. Conta una popolazione di 19 926 abitanti (censimento 2014).